# Graptodytes delectus
Graptodytes delectus är en skalbaggsart som först beskrevs av Thomas Vernon Wollaston 1864.  Graptodytes delectus ingår i släktet Graptodytes och familjen dykare. IUCN kategoriserar arten globalt som starkt hotad. Inga underarter finns listade i Catalogue of Life.